# Аракажу
Аракажу (порт. Aracaju) — місто у Бразилії, столиця штату Сержипі. В агломерації Аракажу проживає близько 900 тисяч осіб.
Місто розміщене на березі Атлантичного океану, у гирлі річки Сержипі (порт. Sergipe) і Пошим (порт. Poxim).
Назва походить від виразу «ará acaiú», що означає на мові тупі-гуарані «попугаєве дерево кеш'ю».
Складова частина мезорегіону Сходу штату Сержипі. Входить в економіко-статистичний мікрорегіон Аракажу. Населення становить 602 757 осіб на 2022 рік. Займає площу 182 163 км². Густина населення — 3308,89 чол./км².

## Історія
Муніципалітет засновано 17 березня 1855 року, місто засноване у 1592 році, столиця штату з 17 березня 1855 року.

## Статистика
- Валовий внутрішній продукт на 2005 рік становить 5 021 660 мільйонів реалів (дані Бразильського інституту географії та статистики).
- Валовий внутрішній продукт на душу населення на 2005 становить 10 071,00 реалів (дані Бразильського інституту географії та статистики).
- Індекс розвитку людського потенціалу на 2000 становить 0,794 (дані Програми розвитку ООН).

## Географія
Клімат місцевості: тропічний.

## Фотогалерея

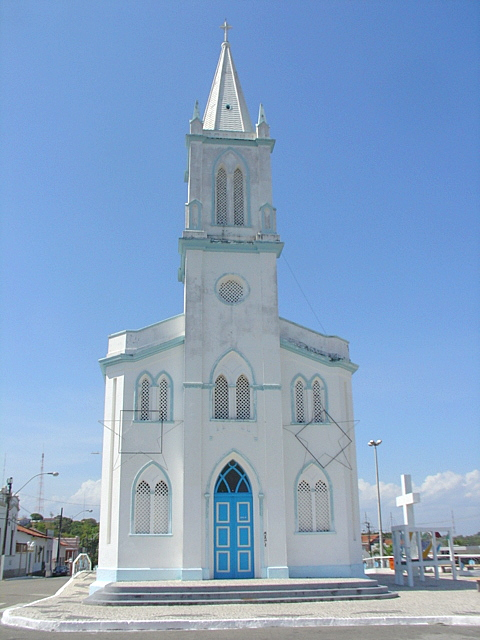
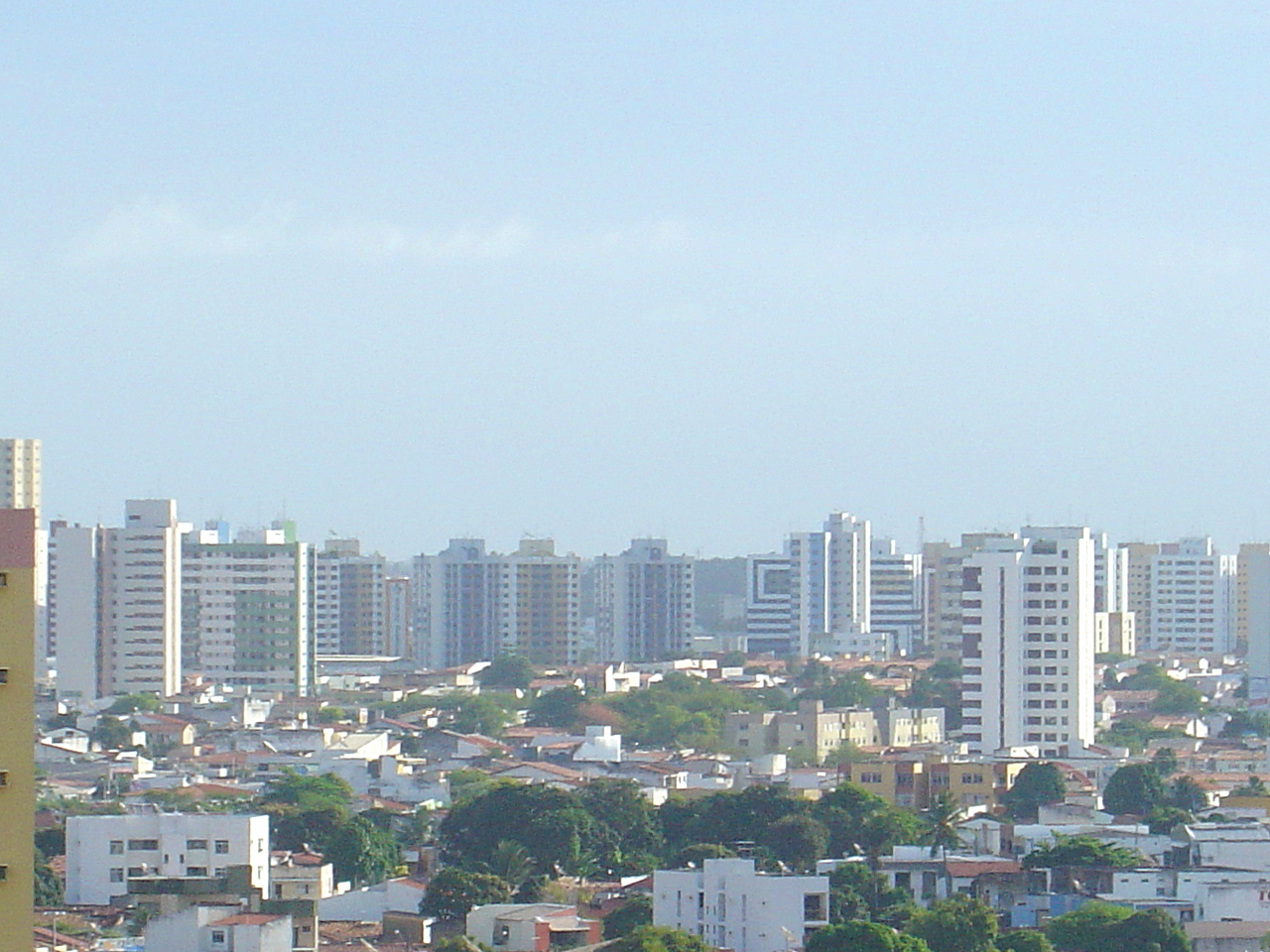
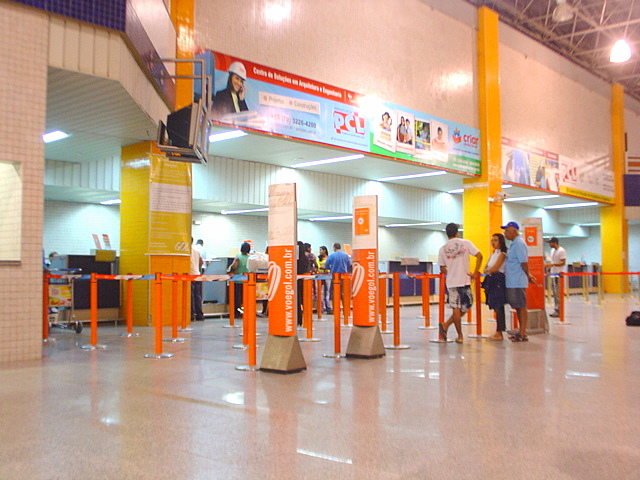
Аеропорт Аракажу
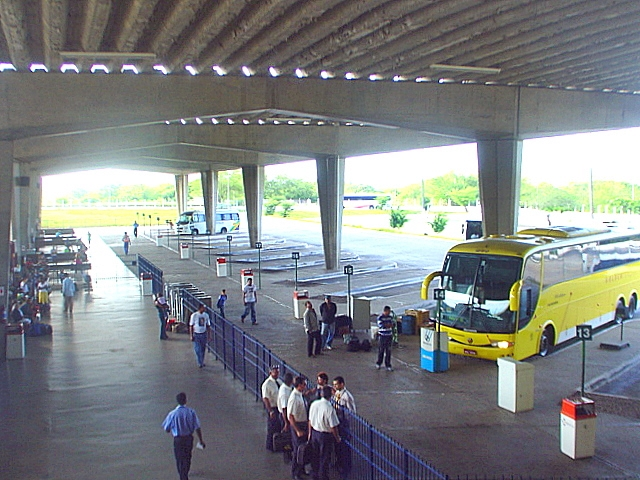
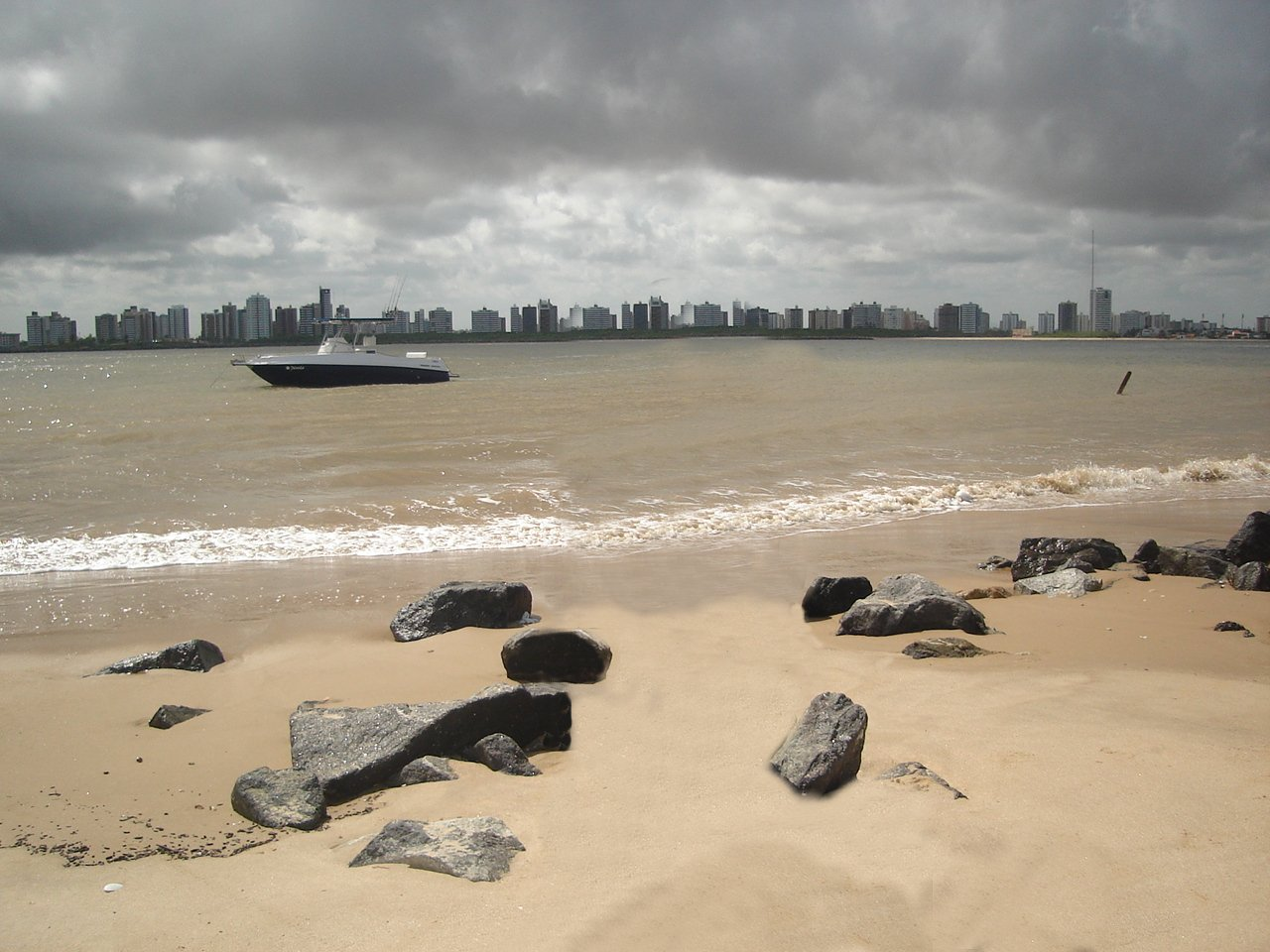
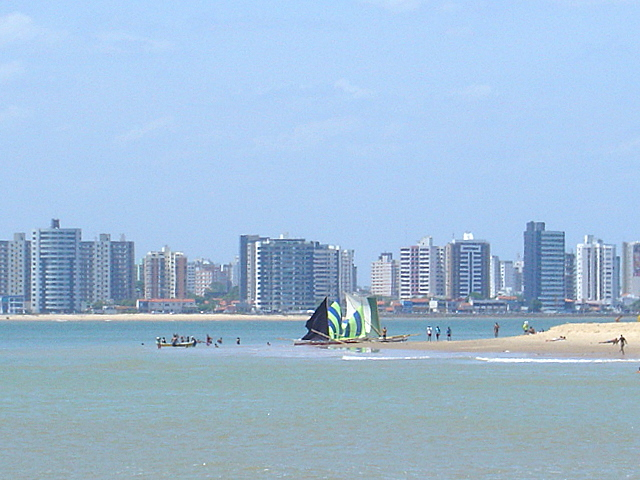
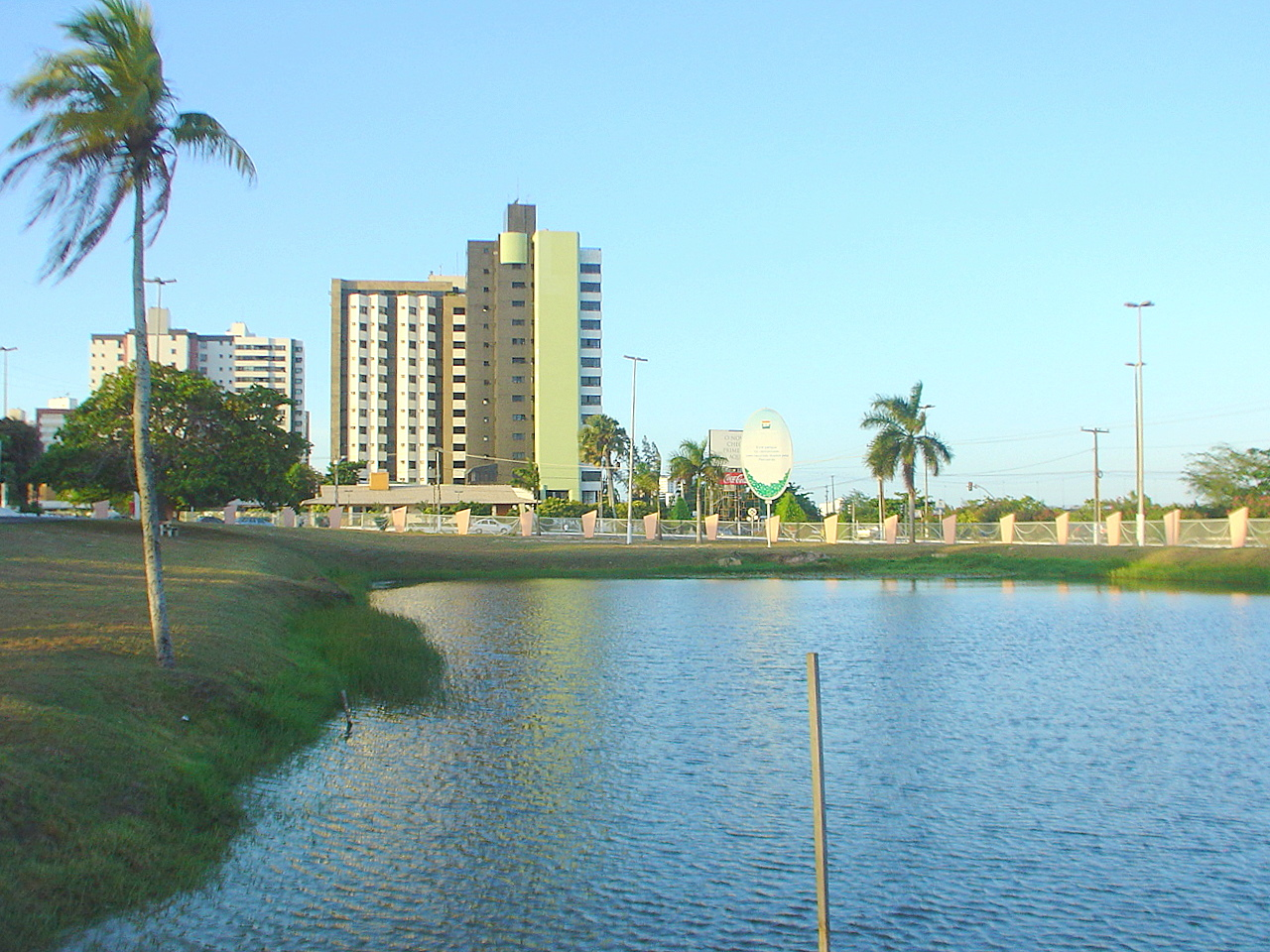
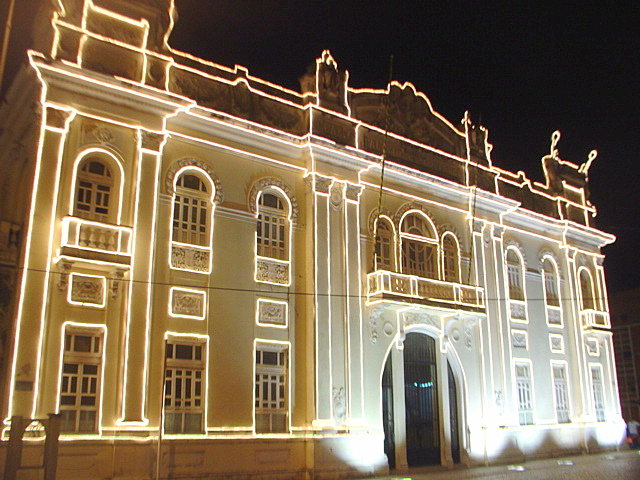
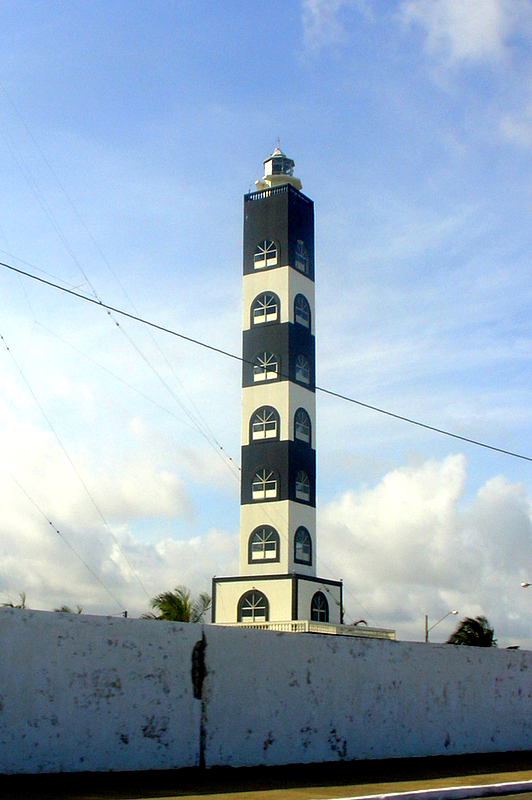
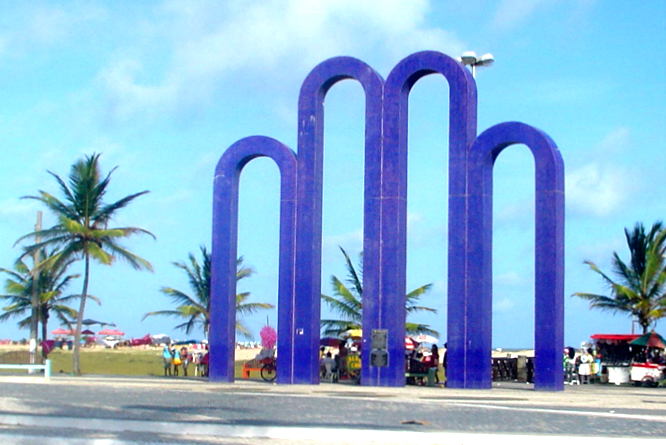
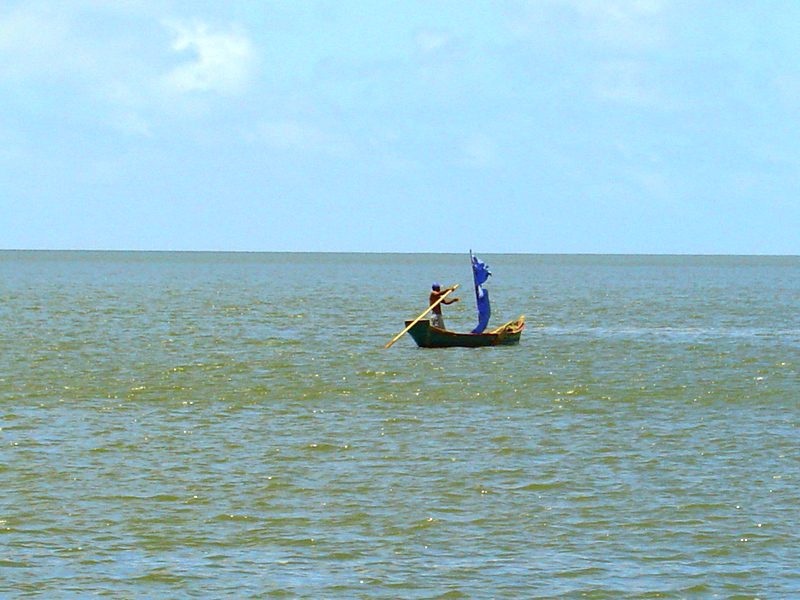
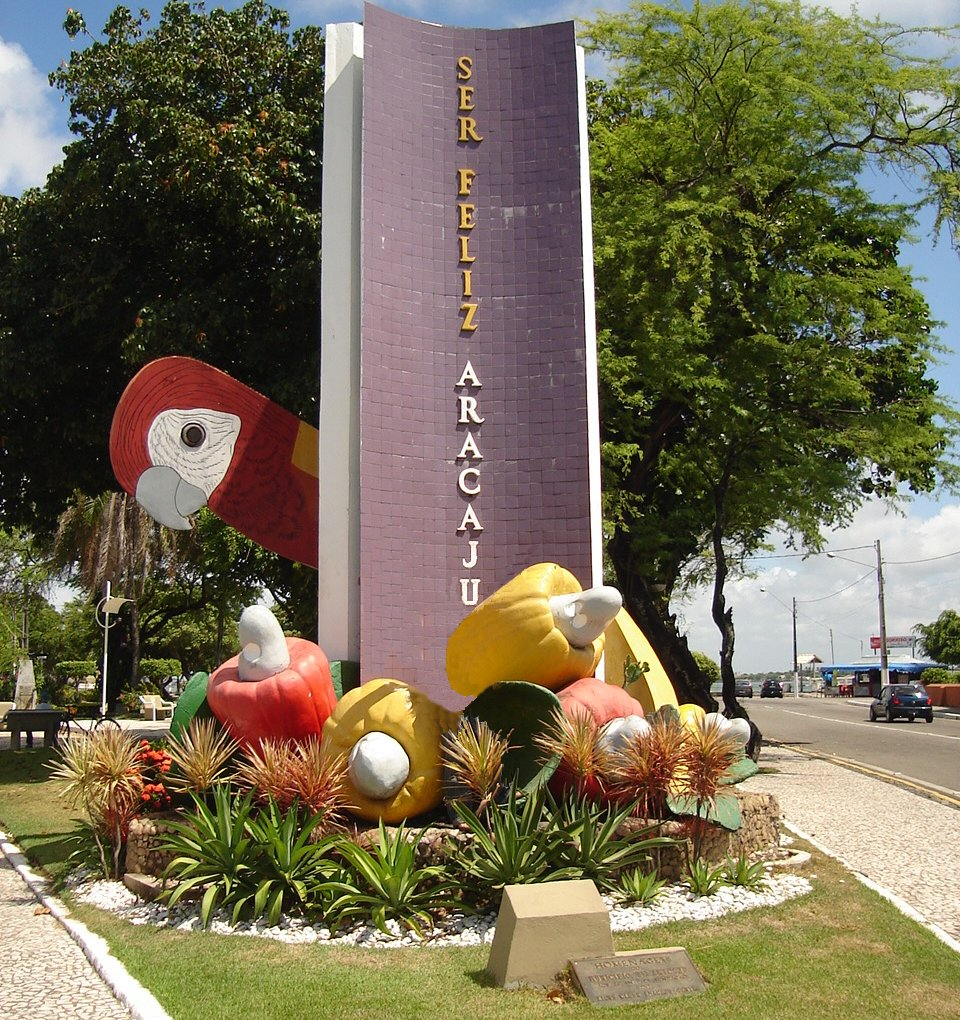